# Platyplectrus variicolor
Platyplectrus variicolor är en stekelart som först beskrevs av Alan Parkhurst Dodd 1917.  Platyplectrus variicolor ingår i släktet Platyplectrus och familjen finglanssteklar. Inga underarter finns listade i Catalogue of Life.